# Inwazja morza
Inwazja morza (Morze na Saharze) (fr. L’Invasion de la mer 1905) – jednotomowa powieść Juliusza Verne’a z cyklu Niezwykłe podróże. 
Pierwsze polskie tłumaczenie, pt. Morze na Saharze, w przekładzie Romany Simonson ukazało się w 1934.

## Fabuła
W powieści wykorzystany jest pomysł zalania wodą z Morza Śródziemnego depresji w północnej Afryce. Takie propozycje były popularne w XIX wieku. Akcja powieści wydanej w 1905 roku dzieje się w latach trzydziestych XX wieku. Europejskie państwa kontrolujące wtedy Afrykę chcą zalać część Sahary. Przeciwstawiają się temu Tuaregowie, rdzenni mieszkańcy Sahary.